# 레전드 오브 래빗: 불의 전설
《레전드 오브 래빗: 불의 전설》(중국어: 兔侠之青黎传说)은 2015년 공개된 중국의 애니메이션 영화이다.